# 藍洞 (比舍沃島)

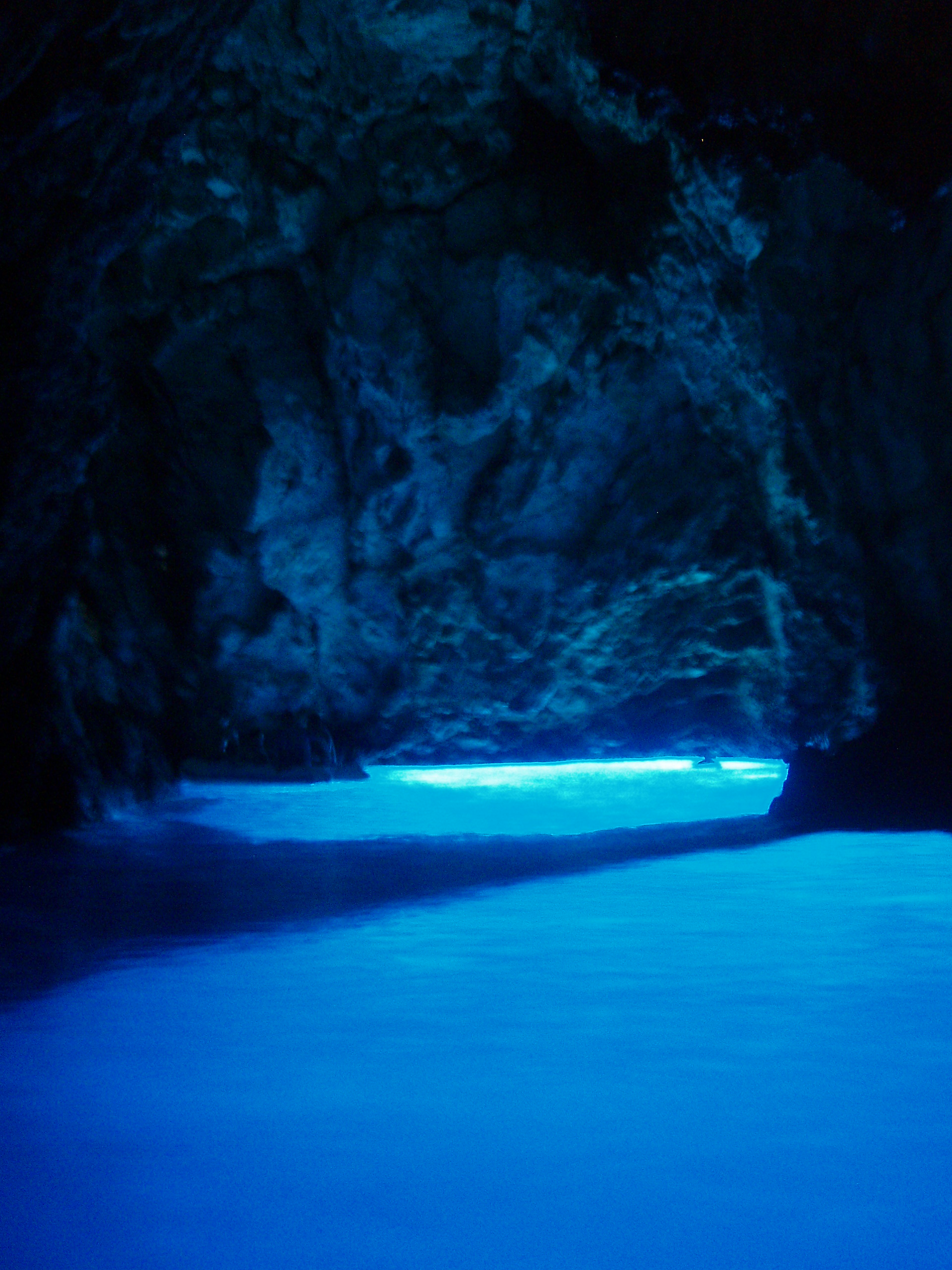
藍洞

藍洞是位於克羅埃西亞達爾馬提亞海岸比舍沃島的一個洞窟，是亞德里亞海最著名的自然景區之一。蘭洞最佳的參觀時間是上午11點至中午12點。

## 外部連結
- Modra Špilja at Show Caves of the World
- Biševo （页面存档备份，存于） at Dalmacija.net
- Blue Cave Bisevo Island Croatia HD - 720p （页面存档备份，存于） on YouTube